# Davide Bruttini
Davide Bruttini (Siena, 18 febbraio 1987) è un cestista italiano, di ruolo ala-pivot.

## Carriera
Dopo il titolo nazionale juniores con la Virtus Siena, viene tesserato dalla Fortitudo Bologna per l'esordio in A1 nel 2005.
Nel 2006-2007, dopo aver iniziato la stagione con il team bolognese, scende di categoria passando in prestito a Castelletto Ticino, dove disputa un buon campionato.
A luglio del 2007 ritorna nella massima serie, giocando per la maglia di Capo d'Orlando, arrivando alla convocazione in azzurro per una tre-giorni di test voluta da coach Carlo Recalcati
Nel 2008, dopo aver esordito in nazionale si trasferisce a Brindisi in Legadue, ma a febbraio passa ad Imola dove si ferma fino all'estate del 2012
Dopo una stagione a Veroli condizionata dagli infortuni, nel 2013 firma per la Junior Casale.
Per la stagione 2014-15 rimane in categoria per trasferirsi a Forlì.
Il 31 dicembre 2014 firma un contratto con la PMS Torino dove va a sostituire Valerio Amoroso.
L'11 luglio 2015 passa al Basket Brescia Leonessa.
Il 25 gennaio 2017 lascia Brescia dopo più di un anno e mezzo rescindendo il suo contratto, per poi firmare il giorno successivo, con la Virtus Bologna società di Legadue.
Il 5 luglio dello stesso anno, firma con il Treviso Basket.
Il 12 luglio 2018 viene ingaggiato dall'Orlandina Basket dove firma un contratto biennale, facendo così ritorno dopo dieci anni, nella società siciliana..
Nell'estate del 2019 fa ritorno alla Pallacanestro Forlì 2.015. Nonostante l'interruzione del campionato a stagione in corso a causa dell'emergenza sanitaria, trova l'accordo col club forlivese e il 30 giugno 2020 rinnova il proprio accordo con il club romagnolo, anche per il campionato 2020/21 e per la stagione successiva 2021/22. Dopo tre stagioni disputate a Forlì, il 30 giugno 2022 firma con Treviglio.

## Palmarès
- Campionato italiano dilettanti: 4

PMS Torino: 2014-15
Basket Brescia Leonessa: 2015-16
Virtus Bologna: 2016-17
Amici Pall. Udinese: 2024-25
- Coppa Italia LNP: 1

Virtus Bologna: 2017